# Goodallia gofasi
Goodallia gofasi is een tweekleppigensoort uit de familie van de Astartidae. De wetenschappelijke naam van de soort is voor het eerst geldig gepubliceerd in 1999 door Giribet & Peñas.